# Montello (Wisconsin)
Montello település az Amerikai Egyesült Államok Wisconsin államában, Marquette megyében, melynek megyeszékhelye is. Lakosainak száma 1448 fő (2020. április 1.).

## Népesség
A település népességének változása:

| 2010 | 1 495 |
| 2020 | 1 448 |